# Sofia Carlotta d'Assia-Kassel
Sofia Carlotta d'Assia-Kassel (Kassel, 16 luglio 1678 – Bützow, 30 maggio 1749) era figlia del langravio Carlo I d'Assia-Kassel (1654-1730) e di sua moglie, la principessa Amalia di Curlandia (1653-1711), figlia del duca di Curlandia Giacomo Kettler.

## Biografia
Sposò a Kassel, il 2 gennaio 1704, il duca Federico Guglielmo di Meclemburgo-Schwerin (1675-1713). Il matrimonio non produsse però alcun erede. È infatti probabile che Federico Guglielmo soffrisse di una malattia venerea contratta in precedenza.
Rimasta vedova, Sofia Carlotta visse nel castello di Bützow. Di fede riformata, la duchessa protesse nel Meclemburgo luterano le comunità ugonotte, e fondò a Bützow una locale comunità riformata, composta da credenti tedeschi.

## Ascendenza
|                               |                   |                                            | Genitori                             |  |  | Nonni |  |  | Bisnonni                   |  |  | Trisnonni               |  |
|                               |                   |                                            |                                      |  |  |       |  |  | Guglielmo V d'Assia-Kassel |  |  | Maurizio d'Assia-Kassel |  |
|                               |                   |                                            |                                      |  |  |       |  |  | Guglielmo V d'Assia-Kassel |  |  | Maurizio d'Assia-Kassel |  |
|                               |                   | Agnese di Solms-Laubach                    |                                      |  |  |       |  |  | Guglielmo V d'Assia-Kassel |  |  |                         |  |
| Guglielmo VI d'Assia-Kassel   |                   |                                            |                                      |  |  |       |  |  | Guglielmo V d'Assia-Kassel |  |  |                         |  |
|                               |                   | Amalia Elisabetta di Hanau-Münzenberg      | Filippo Luigi II di Hanau-Münzenberg |  |  |       |  |  |                            |  |  |                         |  |
|                               |                   | Amalia Elisabetta di Hanau-Münzenberg      | Filippo Luigi II di Hanau-Münzenberg |  |  |       |  |  |                            |  |  |                         |  |
|                               |                   | Amalia Elisabetta di Hanau-Münzenberg      | Caterina Belgica di Nassau           |  |  |       |  |  |                            |  |  |                         |  |
| Carlo I d'Assia-Kassel        |                   | Amalia Elisabetta di Hanau-Münzenberg      |                                      |  |  |       |  |  |                            |  |  |                         |  |
|                               |                   | Giorgio Guglielmo di Brandeburgo           | Giovanni Sigismondo di Brandeburgo   |  |  |       |  |  |                            |  |  |                         |  |
|                               |                   | Giorgio Guglielmo di Brandeburgo           | Giovanni Sigismondo di Brandeburgo   |  |  |       |  |  |                            |  |  |                         |  |
|                               |                   | Giorgio Guglielmo di Brandeburgo           | Anna di Prussia                      |  |  |       |  |  |                            |  |  |                         |  |
| Edvige Sofia di Brandeburgo   |                   | Giorgio Guglielmo di Brandeburgo           |                                      |  |  |       |  |  |                            |  |  |                         |  |
|                               |                   | Elisabetta Carlotta del Palatinato         | Federico IV del Palatinato           |  |  |       |  |  |                            |  |  |                         |  |
|                               |                   | Elisabetta Carlotta del Palatinato         | Federico IV del Palatinato           |  |  |       |  |  |                            |  |  |                         |  |
|                               |                   | Elisabetta Carlotta del Palatinato         | Luisa Giuliana di Nassau             |  |  |       |  |  |                            |  |  |                         |  |
| Sofia Carlotta d'Assia-Kassel |                   | Elisabetta Carlotta del Palatinato         |                                      |  |  |       |  |  |                            |  |  |                         |  |
|                               | Guglielmo Kettler | Gottardo Kettler                           |                                      |  |  |       |  |  |                            |  |  |                         |  |
|                               | Guglielmo Kettler | Gottardo Kettler                           |                                      |  |  |       |  |  |                            |  |  |                         |  |
|                               | Guglielmo Kettler | Anna di Meclemburgo                        |                                      |  |  |       |  |  |                            |  |  |                         |  |
| Giacomo Kettler               | Guglielmo Kettler |                                            |                                      |  |  |       |  |  |                            |  |  |                         |  |
|                               |                   | Sofia di Hohenzollern                      | Alberto Federico di Prussia          |  |  |       |  |  |                            |  |  |                         |  |
|                               |                   | Sofia di Hohenzollern                      | Alberto Federico di Prussia          |  |  |       |  |  |                            |  |  |                         |  |
|                               |                   | Sofia di Hohenzollern                      | Maria Eleonora di Jülich-Kleve-Berg  |  |  |       |  |  |                            |  |  |                         |  |
| Amalia di Curlandia           |                   | Sofia di Hohenzollern                      |                                      |  |  |       |  |  |                            |  |  |                         |  |
|                               |                   | Giorgio Guglielmo di Brandeburgo           | Giovanni Sigismondo di Brandeburgo   |  |  |       |  |  |                            |  |  |                         |  |
|                               |                   | Giorgio Guglielmo di Brandeburgo           | Giovanni Sigismondo di Brandeburgo   |  |  |       |  |  |                            |  |  |                         |  |
|                               |                   | Giorgio Guglielmo di Brandeburgo           | Anna di Prussia                      |  |  |       |  |  |                            |  |  |                         |  |
| Luisa Carlotta di Brandeburgo |                   | Giorgio Guglielmo di Brandeburgo           |                                      |  |  |       |  |  |                            |  |  |                         |  |
|                               |                   | Elisabetta Carlotta di Wittelsbach-Simmern | Federico IV del Palatinato           |  |  |       |  |  |                            |  |  |                         |  |
|                               |                   | Elisabetta Carlotta di Wittelsbach-Simmern | Federico IV del Palatinato           |  |  |       |  |  |                            |  |  |                         |  |
|                               |                   | Elisabetta Carlotta di Wittelsbach-Simmern | Luisa Giuliana di Nassau             |  |  |       |  |  |                            |  |  |                         |  |
|                               |                   | Elisabetta Carlotta di Wittelsbach-Simmern |                                      |  |  |       |  |  |                            |  |  |                         |  |